# Teucholabis (Teucholabis) dilatipes
Teucholabis (Teucholabis) dilatipes is een tweevleugelige uit de familie steltmuggen (Limoniidae). De soort komt voor in het Neotropisch gebied.